# 청웅중학교
청웅중학교(靑雄中學校)는 대한민국 전북특별자치도 임실군 청웅면 구고리에 있는 공립 중학교이다.

## 학교 연혁
- 1954년 6월 30일 : 청웅중학교 설립 인가
- 1954년 10월 4일 : 초대 진충현 교장 부임
- 1954년 11월 11일 : 청웅중학교 개교
- 1957년 3월 5일 : 제1회 졸업(23명 졸업)
- 1978년 12월 7일 : 학급 증설 인가(12학급)
- 1985년 10월 25일 : 본관 동편 2교실 신축
- 1985년 12월 30일 : 운동장 확장(8,362m2)
- 2024년 2월 7일 : 제68회 졸업식 11명(졸업생 총수 4,896명)
- 2024년 3월 1일 : 제30대 김숙현 교장 부임

## 참고 자료
- 청웅중학교 - 한국교육학술정보원 학교알리미